# Alain Fiard
Alain Fiard (* 17. September 1958 in Phnom Penh) ist ein ehemaliger französischer Fußballspieler und späterer -trainer.

## Spielerkarriere
Der in Kambodscha geborene Spieler durchlief in seinem Heimatland Frankreich drei Jahre lang den Ausbildungsverein INF Vichy und gewann mit seiner Mannschaft die Coupe Gambardella, bevor er 1979 mit 20 Jahren beim Erstligisten SEC Bastia unterschrieb. Nach einer ersten Saison mit gelegentlichen Einsätzen im Abstiegskampf, konnte er sich in seinem zweiten Jahr bei dem korsischen Verein etablieren und mit diesem darüber hinaus den Gewinn der Coupe de France 1981 dank eines 2:1-Sieges gegen die AS Saint-Étienne feiern. Weil er als Stammspieler weiterhin gesetzt war, blieb er dem Verein zunächst treu, bis er 1984 zum Ligakonkurrenten AJ Auxerre wechselte. 
Bei Auxerre erhielt Fiard einen festen Platz im Team und sammelte in zwei Jahren Erfahrung im europäischen Wettbewerb, in dem er zuvor in Bastia eine Saison lang vertreten war. Bedingt durch eine starke Jugendarbeit nahm der interne Druck jedoch zu, sodass er 1987 dem Klub den Rücken kehrte und beim OSC Lille unterschrieb. Im Norden Frankreichs sicherte er sich bei Lille über Jahre hinweg trotz seines Alters einen Stammplatz, den er im Verlauf der Spielzeit 1992/93 einbüßte. An deren Ende entschied sich Fiard mit 34 Jahren nach 437 Erstligapartien und 28 Toren für eine Beendigung seiner Laufbahn.

## Trainerkarriere
Der Ex-Profi zog sich für einige Jahre aus dem Fußball zurück, bis er 1997 als Jugendtrainer zu seinem früheren Verein Auxerre zurückkehrte. 2001 übernahm er an der Seite von Guy Roux, der bereits zu seinen Zeiten als Spieler sein Trainer gewesen war, das Amt des Co-Trainers der ersten Auswahl. Als dieser im Winter 2001/02 mit Herzproblemen zu kämpfen hatte, führte Fiard vorübergehend seine Aufgaben aus. 2004 verließ er Auxerre und wurde zum Trainer des marokkanischen Vereins Raja Casablanca, kehrte aber noch im Herbst desselben Jahres nach Frankreich zurück. Anschließend arbeitete er zuerst für seinen Ex-Klub Lille und dann für den FC Valenciennes als Talentscout, ehe er 2011 erneut nach Auxerre ging, um dort als Co-Trainer zu arbeiten, was er bis 2012 blieb.